# 泡芙塔

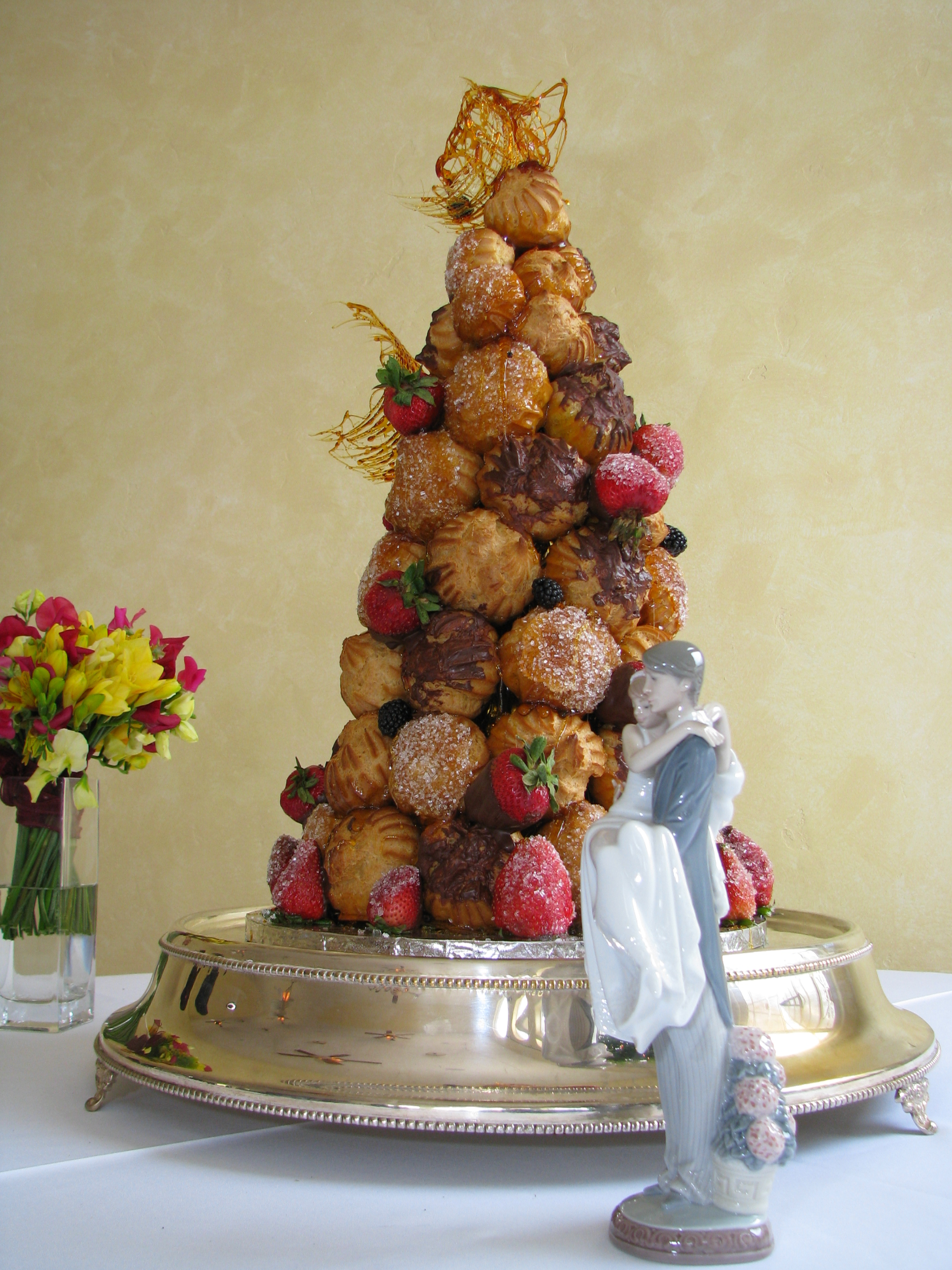
泡芙塔

泡芙塔（法語：Croquembouche）是法國婚禮上常見的一種傳統糕點，原意為「咬下有脆聲」（Croque en bouche）。屬於「裝置蛋糕」（Pièce montée）類型。